# Greslania rivularis
Greslania rivularis är en gräsart som beskrevs av Benedict Balansa. Greslania rivularis ingår i släktet Greslania och familjen gräs. Inga underarter finns listade i Catalogue of Life.